# Jean Leclant
Jean Leclant, född den 8 augusti 1920 i Paris, död den 16 september 2011 i Paris, var en fransk egyptolog som framförallt var specialist på den 25:e dynastin. Han var professor i egyptologi vid Collège de France från 1979 till 1990, ständig sekreterare i Académie des inscriptions et belles-lettres från 1983 och generalsekreterare i International Association of Egyptologists.